# اویجنیو لیل
اویجنیو لیل (انگلیسی: Eugenio Leal؛ زادهٔ ۱۳ مهٔ ۱۹۵۴) بازیکن فوتبال اهل اسپانیا است.
از باشگاه‌هایی که در آن بازی کرده‌است می‌توان به باشگاه فوتبال اتلتیکو مادرید، باشگاه فوتبال سابادل، باشگاه فوتبال اسپورتینگ خیخون، و باشگاه فوتبال گرانادا اشاره کرد.
وی همچنین در تیم‌های ملی فوتبال زیر ۱۸ سال اسپانیا، Spain national amateur football team، و اسپانیا بازی کرده‌است.